# André Weil

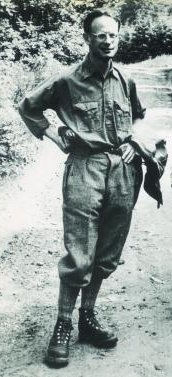
André Weil (1956)

André Weil (* 6. Mai 1906 in Paris; † 6. August 1998 in Princeton) war ein französischer Mathematiker, der sich mit Zahlentheorie und algebraischer Geometrie beschäftigte. Er zählt zu den einflussreichsten Mathematikern des 20. Jahrhunderts. Weil gehörte zu den Gründern der Gruppe Bourbaki.

## Leben
André Weil wuchs als Sohn eines jüdischen Arztes in Paris und während des Ersten Weltkrieges in Südfrankreich auf. Die Philosophin Simone Weil war seine Schwester. Die Familie war im Elsass beheimatet, zog aber nach dessen Annexion durch das deutsche Kaiserreich im Jahre 1871 von dort weg. Weil ist auch entfernt mit Albert Schweitzer verwandt. Schon mit 16 Jahren immatrikulierte er sich an der École normale supérieure. Nach Auslandsaufenthalten in Rom und Göttingen promovierte er 1928 mit 22 Jahren bei Jacques Hadamard mit einer Arbeit über diophantische Gleichungen. Von 1930 bis 1932 lebte er in Indien (Aligarh Muslim University), danach in Marseille und für sechs Jahre in Straßburg.
Zusammen mit einigen ehemaligen Kommilitonen begründete er Anfang der Dreißigerjahre – damals war er Professor in Straßburg – den Bourbaki-Kreis; die Benennung der Gruppe soll von ihm stammen. 1937 heiratete er Eveline, vorverheiratete de Possel.
Bei Ausbruch des Zweiten Weltkriegs floh Weil vor dem Militärdienst nach Finnland, besuchte dort Rolf Nevanlinna. Da sich Finnland mit der Sowjetunion im Winterkrieg befand, führten bei Weil gefundene, auf Russisch verfasste Briefe des Mathematikers Lew Pontrjagin zu seiner Verhaftung als Spion. In seiner Autobiographie schildert Weil sogar, er habe erschossen werden sollen; Nevanlinna habe erreicht, dass er stattdessen ausgewiesen wurde. In Frankreich wurde Weil wegen Desertion in Rouen inhaftiert, entging aber einem Prozess, indem er sich freiwillig meldete. 1941 floh er mit seiner Frau in die USA.
In den USA lebte er von Stipendien der Guggenheim- und Rockefeller-Stiftungen. Nach einer nach seinem Gefühl sehr frustrierenden Lehrtätigkeit an „Pennsylvanischen Ingenieurschulen“ (Haverford College, Swarthmore College) und einem Intermezzo in São Paulo 1945 bis 1947 (wo er Oscar Zariski traf) wurde er 1947 erst nach Chicago, dann 1958 an das Institute for Advanced Study (IAS) in Princeton berufen. Dort wurde er 1976 emeritiert, blieb aber weiterhin tätig.
Weil war für seine Scharfzüngigkeit und Streitbarkeit bekannt. Ed Regis berichtet in seinem Buch über die Geschichte des IAS über Intrigen von Weil und anderen Institutsmitgliedern gegen den Leiter des Institute for Advanced Study, den Wirtschaftswissenschaftler Carl Kaysen (über den Weil verächtlich meinte: Ich denke er schrieb seine Dissertation über eine Schuhfabrik). Die Opposition spitzte sich 1973 zu einem öffentlichen Skandal zu, der es bis in die Schlagzeilen der New York Times brachte, als Kaysen gegen das Votum der Mehrheit der ständigen Mitglieder den Soziologen Robert N. Bellah zum permanenten Mitglied des IAS ernannte; die Mathematiker Weil, Armand Borel, Deane Montgomery und andere Mitglieder waren strikt dagegen, Kaysen erhielt aber Unterstützung von anderen Mitgliedern und blieb zunächst Direktor, ging dann aber zwei Jahre später von den Intrigen zermürbt freiwillig 1976. Weil versuchte auch, wie er gegenüber Regis äußerte, seine eigene Emeritierung am Institut, die auf den gleichen Tag fiel wie Kaysens Abschied, um wenigstens 24 Stunden zu verlängern um wie er sagte wenigstens einen „Kaysen-freien“ Tag am Institut zu genießen. Bekannt ist auch sein harscher Verriss von Michael S. Mahoneys Fermat-Biographie.
1950 hielt er einen Plenarvortrag auf dem ICM in Cambridge (Number Theory and Algebraic Geometry), 1954 auf dem in Amsterdam (Abstract versus Classical Algebraic Geometry) und 1978 auf dem ICM in Helsinki (History of Mathematics: Why and How). 1980 erhielt er den Leroy P. Steele Prize der American Mathematical Society. 1959 wurde er Ehrenmitglied der London Mathematical Society. Seit 1962 war er korrespondierendes Mitglied der Bayerischen Akademie der Wissenschaften. 1966 wurde er zum auswärtigen Mitglied der Royal Society gewählt, 1977 in die National Academy of Sciences, 1982 in die Académie des sciences und 1995 in die American Philosophical Society aufgenommen.
Weil wurde 1950 als aussichtsreicher Kandidat für die Fields-Medaille angesehen, dann aber vom Komiteevorsitzenden Harald Bohr, der Laurent Schwartz favorisierte, ausmanövriert mit dem Argument, Weil sei bereits einer der angesehensten Mathematiker und die Medaille sollte jüngere Mathematiker auszeichnen (Weil war damals 43 Jahre alt) und nicht das größte mathematische Genie. Es gab aber dennoch Vorbehalte, bis sich schließlich Bohr durchsetzte, der sich mit Marston Morse verbündete, der Atle Selberg favorisierte.

## Werk
André Weil war einer der überragenden Mathematiker des 20. Jahrhunderts. Der Schwerpunkt seiner Tätigkeit lag auf den Gebieten der algebraischen Geometrie und Zahlentheorie, zwischen denen er überraschende Verbindungen fand.
In seiner Dissertation 1928 bewies er das Mordell-Weil-Theorem. Es besagt, dass die Gruppe der rationalen Punkte auf einer abelschen Varietät (was so viel heißt wie durch algebraische Gleichungen definiert und mit einer Gruppenstruktur versehen) endlich-erzeugt ist. Den Spezialfall der elliptischen Kurven hatte schon Louis Mordell bewiesen. Die Gruppenstruktur in diesem Spezialfall geht noch auf Henri Poincaré und seine Tangentenkonstruktion rationaler Punkte auf elliptischen Kurven zurück. Weil übertrug dabei die Idee von Fermats „unendlichem Abstieg“-Beweis in der Theorie diophantischer Gleichungen mit Hilfe der Einführung von „height functions“ („Höhenfunktionen“), die es erlaubten, die „Größe“ rationaler Punkte auf algebraischen Kurven zu messen.
Ein weiteres Ziel von Weil in den 1930er Jahren war der Beweis der Riemannschen Vermutung für Zetafunktionen auf abelschen Varietäten. Den Spezialfall der elliptischen Kurven hatte schon Helmut Hasse erledigt. Weil gelang dieser Beweis 1940, während er in Frankreich im Gefängnis saß. Den Rest der 1940er Jahre verbrachte er damit, die algebraische Geometrie auf eine strenge algebraische Basis zu stellen, um seine Beweise abzusichern (Bücher Foundations of algebraic geometry 1946 u. a.).
1945 fand er dabei einen tiefliegenden Zusammenhang zwischen der Zetafunktion einer algebraischen Mannigfaltigkeit über endlichen Körpern und der Topologie (Bettizahlen u. a.) dieser algebraischen Mannigfaltigkeit. Den Begriff Zetafunktion einer algebraischen Varietät hat man sich dabei eher als eine Art Abzählfunktion für die Anzahl der in dem Körper liegenden Punkte dieser Kurve vorzustellen. Er formulierte dies in seinen berühmten „Weil-Vermutungen“. Sie besagen u. a., dass die Zetafunktion eine rationale Funktion ist (Quotient von Polynomen), dass die Grade der Polynome gleich den Bettizahlen der zugrundeliegenden Mannigfaltigkeit sind, die Zetafunktion einer Funktionalgleichung genügt und dass die Nullstellen den Realteil ½ hätten („Riemann-Vermutung“). Die Rationalität wurde von Dwork noch mit „elementaren“ p-adischen Methoden bewiesen. Für die letzte, die „Riemann-Vermutung“, benötigte Pierre Deligne 1974 das gesamte riesige Gebäude der algebraischen Geometrie, das die Grothendieck-Schule inzwischen errichtet hatte. Den Spezialfall der Kurven hatte Weil selbst bewiesen. Die Anregung für die ganze Theorie fand Weil nach eigenen Worten im Studium von Arbeiten von Gauß (Gauß-Summen). Weil geht darauf in La cyclotomie jadis et naguère (Die Kreisteilung einst und jetzt) ein, der Zusammenhang ist aber auch in A classical introduction to modern number theory von Rosen und Ireland dargestellt.
Eine weitere nach ihm benannte Vermutung ist die Taniyama-Shimura-Weil-Vermutung, die 1999 bewiesen werden konnte. Sie besagt, dass elliptische Kurven über den rationalen Zahlen durch Modulfunktionen parametrisiert werden. Ein Spezialfall dieser Vermutung, der die Richtigkeit der Fermat-Vermutung implizierte, wurde 1995 von Andrew Wiles und Richard Taylor bewiesen.
Auf Druck des nicht minder streitbaren Serge Lang wurde das „Weil“ in der Vermutung zunehmend relativiert. Weil selbst hatte die Vermutung zwar nicht zuerst aufgestellt, aber im Laufe der 1960er Jahre viel Arbeit zu ihrer Unterstützung geleistet.
In seinem Buch Basic number theory von 1967 folgte er einem originären eigenen Zugang unter Verwendung von Claude Chevalleys „Ideles“ und den von ihm daraus entwickelten „Adeles“, der Integration über topologischen Gruppen und der in der Form der „central simple algebras“ gefassten Gruppenkohomologie.
Er führte auch die harmonische Analyse auf topologischen Gruppen ein (gleichnamiges Buch 1940) und schrieb 1958 ein Buch über Kählermannigfaltigkeiten. Die Weil-Darstellungen sind von Bedeutung in mathematischen Formulierungen zur Quantenmechanik und wurden von Weil als darstellungstheoretische Interpretation der Theorie der Thetafunktion eingeführt (in Bezug auf symplektische Gruppen).
Mit Carl B. Allendoerfer verallgemeinerte er 1943 den Satz von Gauß-Bonnet auf höhere Dimensionen.
Dank seiner klassischen Vorbildung (er war ein passionierter Sammler antiquarischer Bücher, sprach die antiken Sprachen fließend und studierte Sanskrit in Paris) war er auch an der Geschichte der Mathematik, insbesondere an Pierre de Fermat interessiert. Eine große Anzahl von Büchern und Aufsätzen (sowie von bissigen Kritiken) zeugt davon. Er gab auch die Werke von Ernst Eduard Kummer heraus.

## Werke
- Oeuvres Scientifiques – Collected papers, 3 Bände, Springer Verlag, 1979 (mit seinem Kommentar)
- Lehr- und Wanderjahre eines Mathematikers, Birkhäuser 1993 (Original Souvenir d'apprentissage, Birkhäuser Verlag, Basel, 1991, 201 pp, ISBN 3-7643-2500-3) (Autobiographie, geht nur bis Ende 1947)
- Michèle Audin (Herausgeber) Correspondance entre Henri Cartan et André Weil (1928–1991), Documents Mathématiques 6, Société Mathématique de France, 2011.
- Numbers of solutions of equations in finite fields, Bulletin American Mathematical Society, Band 55, 1949, S. 497–508.
- Basic number theory, Springer Verlag 1967, 1995
- Elliptic functions according to Kronecker and Eisenstein, Springer Verlag, Ergebnisse der Mathematik und ihrer Grenzgebiete, Band 88, 1976
- Zahlentheorie – ein Gang durch die Geschichte von Hammurabi zu Legendre, Birkhäuser 1992 (zuerst engl. 1984)
- Two lectures on number theory – past and present, L Enseignement Mathematique 1974
- La cyclotomie jadis et naguère, Seminar Bourbaki 1974, online hier Weil: La cyclotomie jadis et naguère
- Dirichlet series and automorphic forms, Springer 1971
- Courbes algebriques et varietes abeliennes, Hermann 1971
- Adeles and Algebraic Groups, Birkhäuser 1982
- Number theory for beginners, Springer 1979 (70 Seiten, mit Beteiligung von Maxwell Rosenlicht)
- Arithmétique et géométrie sur les variétés algébriques, Hermann 1935
- L’intégration dans les groupes topologiques et ses applications, 1941, 2. Auflage, Hermann 1951
- Foundations of algebraic geometry, American Mathematical Society (AMS), 1947, 1962
- Introduction à l’étude des variétés kählériennes, Hermann 1958
- L'arithmétique sur les courbes algébriques, Dissertation 1928